# Snubber

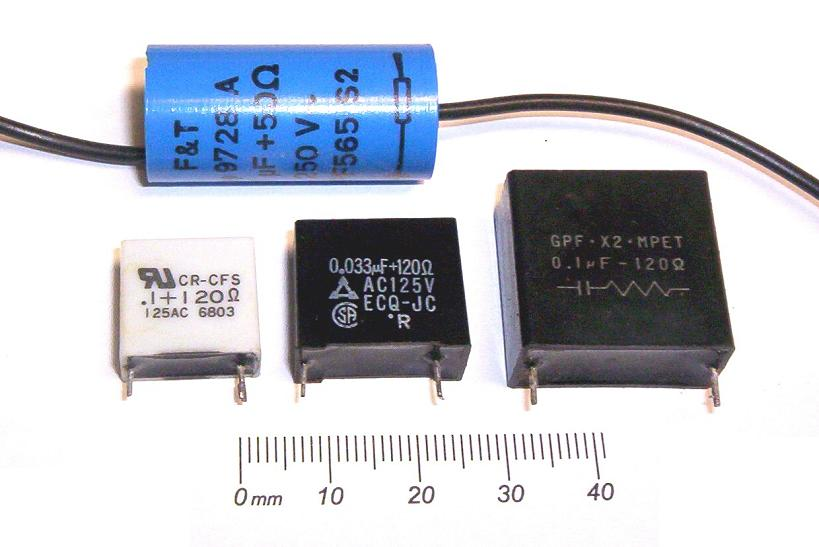
Några RC-snubber med kondensator och motstånd ihopbyggda

En snubber är en anordning avsedd att dämpa (engelska "snub") spänningstransienter i elektriska system, trycktransienter i fluidsystem eller snabba rörelser i mekaniska system.

## Mekaniska system
En snubber kan vara en mekanisk anordning, som begränsar tryck- eller hastighetssvängningar på mätutrustning. En sådan förbinder processen och mätinstrumentet och skapar en relativt långsam förändring i tryck eller hastighet för att begränsa skador på hårdvara. Dessa förekommer allmänt i industriella miljöer.

## Elektriska system

En RC-snubber

Snubber används ofta i elektriska system med en induktiv last, där plötsliga avbrott i strömflödet leder till en skarp ökning av spänningen över utrustningen och skapar avbrottet. Denna skarpa spänningsökning är en transient som kan skada och leda till att styrutrustningen kommer ur funktion. En gnista (ljusbåge) kan skapas, vilken är en trolig orsak till elektromagnetisk störning. Snubbern förhindrar den oönskade spänningen genom att leda transientströmmen runt utrustningen.

### RC-snubber
En enkel snubber består av en liten resistor (R) i serie med en liten kondensator (C), en RC-krets. Används ofta tillsammans med TRIAC för att förhindra för tidig triggning och för att få TRIAC:en att slå av korrekt i vissa växelspänningstillämpningar.

### Mer sofistikerade snubber
En diod kan också fungera som snubber och det finns olika varianter på mer avancerade anordningar såsom Transient voltage suppression diode eller Transil.